# میناموتو نو یوری‌ایه
میناموتو نو یوری‌ایه (به ژاپنی: 源 頼家, Minamoto no Yoriie); ۱۱ سپتامبر ۱۱۸۲ – ۱۴ اوت ۱۲۰۴) دومین شوگون از شوگون‌سالاری کاماکورا فرزند نخستین شوگون  میناموتو نو یوری‌تومو و همسر اصلی وی هوجو ماساکو اهل ژاپن بود. برادر کوچکتر وی شوگون دوم میناموتو نو سانه‌تومو بود.

## فرزندان
1. میناموتو نو ایچیمان
2. تاکه نو گوشو همسر شوگون چهارم کوجو یوریتسونه
3. کوگیو
4. ایجیتسو
5. زنگیو